# Una Aventura...La Historia
Una Aventura...La Historia  Es el sexto álbum de grandes éxitos de Grupo Niche lanzado el 7 de agosto de 2007 por Sony Music Latin y Sony BMG lanzado como álbum recopilatorio exclusivo junto con su otro álbum The Best y Siempre Una Aventura. . Con éxitos como Miserable, Una Aventura, Sin Sentimientos, Gotas de Lluvia y La Magia de Tus Besos . También se destacan temas como Etnia, Hagamos Lo Que Diga el Corazón y Atrevida .
Todos los que decían estar en el disco de la disquera Codiscos .

## Listado de canciones
La lista de canciones ha sido adaptada de Apple Music y Discogs .

Todas las canciones escritas y compuestas por Jairo Varela. 
| N.º | Título                               | Duración |  |
| 1.  | «Atrevida»                           |          |  |
| 2.  | «Miserable»                          |          |  |
| 3.  | «Te Enseñare A Olvidar (Versión 93)» |          |  |
| 4.  | «Una Aventura (Versión 93)»          |          |  |
| 5.  | «Se Pareció Tanto A Ti»              |          |  |
| 6.  | «Sin Sentimiento»                    |          |  |
| 7.  | «Hagamos Lo Que Diga El Corazón»     |          |  |
| 8.  | «Tiempo, Tiempo»                     |          |  |
| 9.  | «Mi Pueblo»                          |          |  |
| 10. | «Un Alto En El Camino»               |          |  |
| 11. | «La Gallinita De Los Huevos De Oro»  |          |  |
| 12. | «Duele Mas»                          |          |  |
| 13. | «Gotas De Lluvia»                    |          |  |
| 14. | «La Magia De Tus Besos»              |          |  |
| 15. | «Etnia»                              |          |  |
| 16. | «Ni Como Amiga, Ni Como Amante»      |          |  |

## Versión en DVD
La lista de canciones ha sido readaptada de las versiones de disco y DVD en Discogs y en Apple Music.

Todas las canciones escritas y compuestas por Jairo Varela. 
| N.º | Título                              | Duración |  |
| 1.  | «Mujer De Novela»                   |          |  |
| 2.  | «Hagamos Lo Que Diga El Corazón»    |          |  |
| 3.  | «Duele Mas»                         |          |  |
| 4.  | «La Gallinita De Los Huevos De Oro» |          |  |
| 5.  | «Gotas De Lluvia»                   |          |  |